# Notiohyphantes excelsus
Notiohyphantes excelsus là một loài nhện trong họ Linyphiidae.
Loài này thuộc chi Notiohyphantes. Notiohyphantes excelsus được Eugen von Keyserling miêu tả năm 1886.